# Ogasawarana
Ogasawarana is een geslacht van weekdieren uit de klasse van de Gastropoda (slakken).

## Soorten
- Ogasawarana chichijimana (Kuroda, 1956)
- Ogasawarana metamorpha (Kuroda, 1956)
- Ogasawarana ogasawarana (Pilsbry, 1902)
- Ogasawarana rex (A.J. Wagner, 1909)